# Frankrigs parlamentsvalg 2022
Valget til den franske Nationalforsamling 2022 blev afholdt den 12. juni og den 19. juni 2022. 
Valget fandt sted i enkeltmandskredse. De to kandidater i kredsen, der fik de fleste stemmer i første valgrunde, gik videre til anden valgrunde, hvor det egentlige parlamentsvalg fandt sted.

## Partier, der deltog i valget
De landsdækkende partier, der stillede op ved valget til Nationalforsamlingen var: 
- Borgere sammen – midten, støtter præsident Macron
  - La République en marche ! (LREM)
  - Den demokratiske bevægelse (MoDem)
  - Territorier i fremgang (TdP)
  - Agir, Det konstruktive Højre
  - Horizons
  - En Commun (EC)
  - Det radikale Parti (RAD)
  - Diverse midterkandidater (DVC)

- Parlamentarisk venstre (Nouvelle Union Populaire écologiste et sociale (NUPES) (dansk: Nye folkelige økologiske og sociale Union). NUPES, der er en alliance af partier består af fire grupperinger:

- Det oprørske Frankrig og allierede  
  - Det oprørske Frankrig (LFI) med præsidentkandidat Jean-Luc Mélenchon.

- - Venstrepartiet (PG).

- - Sammen ! (E !).

- - Picardiet stående (PD) med François Ruffin.

- - Økologisk revolution for det levende (REV) med Aymeric Caron.

- - Uafhængige arbejderparti (POI) med de tidligere præsidentkandidater Gérard Schivardi og Daniel Gluckstein.

- Økologiske gruppering 
  - Europa Økologi. De Grønne (EELV).

- - Génération.s (G.s) med den tidligere præsidentkandidat Benoît Hamon.

- - Nye Demokrater (ND). Udbrydere af La République en marche ! (LREM).

- - Den økologiske generation (GÉ) med den tidligere minister Delphine Batho.

- Socialistpartiet og allierede 
  - Socialistpartiet med Olivier Faure.

- - Place Publique (PP) med Raphaël Glucksmann.

- Kommunistpartiet og allierede 
  - Det franske kommunistparti (PCF) med Fabien Roussel.

- - Pour La Réunion, et venstrefløjsparti på Réunion.

- - Tavini Huiraatira, et parti i Fransk Polynesien, Partiet ligger mellem centrum-venstre og venstrefløjen.

- Partier fra Centrum-venstre og venstrefløj udenfor valgalliancerne. Nogle partier har valgt at stå udenfor valgalliancerne. De vigtigste alliancefrie partier i centrum–venstre og på venstrefløjen er:

- - Midterpartiet Det radikale venstreparti (PRG), der fik tre mandater ved valget til Nationalforsamlingen i 2017, men som ved valgene i 2012 og tidligere var meget større. Ved de fleste valg fra 1972 til 2017 var de radikale i PRG allierede med Socialistpartiet.

- - Venstrefløjspartiet Nouveau Parti anticapitaliste (NPA), der opstillede Philippe Poutou ved præsidentvalgene i 2012, i 2017 og i 2022.

- - Venstrefløjspartiet Arbejdernes Kamp (LO), der opstillede Nathalie Arthaud ved præsidentvalgene i 2012, i 2017 og i 2022.

- - Borgernes og republikanernes bevægelse (MRC)

- - Diverse venstrekandidater (DVG)

- Parlamentarisk Højre – centrum-højre

- - Republikanerne (LR)

- - Union af demokrater og uafhængige (UDI)

- - Centristerne (LC)

- - Diverse højrekandidater (DVD)

- Partier fra Centrum-højre og højrefløj udenfor valgalliancerne.

- Rassemblement National (RN) – yderste højre

- Debout la France (DLF) – højrefløj

- Reconquête – støtter præsidentkandidat Éric Zemmour fra yderste højre

## Stemmetal og mandater ved anden runde
- Borgere sammen 8.002.407 stemmer (38,57 procent), 245 mandater (- 105).
- Nye folkelige økologiske og sociale Union 6.555.984 stemmer (31,60 procent), 131 mandater (+ 74).
- Nationale Samling 3.589.269 stemmer (17,30 procent), 89 mandater (+ 81).
- Republikanerne 1.447.877 stemmer (6,98 procent), 61 mandater (- 51).
- Generobring (1. runde:) 964.775 stemmer (4,24 procent), 0 mandater (ny).
- Diverse venstre 443.274 stemmer (2,14 procent), 22 mandater (+ 10).
- Økologer (1. runde:) 608.314 stemmer (2,67 procent), 0 mandater (- 1).
- Diverse højre 231.073 stemmer (1,11 procent), 10 mandater (+ 4)
- Regionalister 264.802 stemmer (1,28 procent), 10 mandater (+ 5).
- Diverse midte 99.122 stemmer (0,48 procent), 4 mandater (+ 4) (ny).
- Diverse ekstreme venstre 11.229 stemmer (0,05 procent), 0 mandater (+ ).
- Højrefløjs suverænister 19.306 stemmer (0,09 procent), 1 mandat (+ ).
- Union af demokrater og uafhængige (UDI) 64.444 stemmer (0,31 procent), 3 mandater (- 15).
- Diverse 18.296 stemmer (0,09 procent), 1 mandat (- 2).
- Midterpartiet Det radikale venstreparti (PRG) (1. runde) 126.689 stemmer (0,56 procent), 0 mandater (- 3).
- Diverse ekstreme højre 6.457 stemmer (0,03 procent), 0 mandater (- 1).